# Acanthocope pentacornis
Acanthocope pentacornis là một loài chân đều trong họ Munnopsidae. Loài này được Mueller miêu tả khoa học năm 1989.